# Pillapalu
Pillapalu – wieś w Estonii, w prowincji Harju, w gminie Anija. Zamieszkana przez 73 osoby (stan na 31.12.2013).